# Neojaera pusilla
Neojaera pusilla là một loài chân đều trong họ Janiridae. Loài này được Barnard miêu tả khoa học năm 1925.